# The Isle of Disenchantment
The Isle Of Disenchatment é o primeiro álbum de estúdio da banda Psycroptic, lançado em 2001. Foi gravado pela própria banda.

## Faixas
| N.º | Título                        | Duração |  |
| 1.  | "Carnival of Vulgarity"       | 04:08   |  |
| 2.  | "The Sword of Uncreation"     | 04:17   |  |
| 3.  | "Condemned by Discontent"     | 04:20   |  |
| 4.  | "Netherworld Reality"         | 03:20   |  |
| 5.  | "The Isle of Disenchantment"  | 03:23   |  |
| 6.  | "Of Dull Eyes Borne"          | 05:01   |  |
| 7.  | "Psycroptipath"               | 06:00   |  |
| 8.  | "Beneath the Ground We Dwell" | 02:57   |  |
| 9.  | "The Labyrinth"               | 05:26   |  |

## Integrantes
- Joe Haley - Guitarra
- Cameron Grant - Baixo
- Matthew Chalk - Vocal
- David Haley - Bateria